# Шерминьяк
Шерминья́к (фр. Chermignac) — коммуна во Франции, находится в регионе Пуату — Шаранта. Департамент коммуны — Шаранта Приморская. Входит в состав кантона Сент-Запад. Округ коммуны — Сент.
Код INSEE коммуны — 17102.

## Население
Население коммуны на 2010 год составляло 1261 человек.
| 1962 | 1968 | 1975 | 1982 | 1990 | 1999 | 2010 |
| ---- | ---- | ---- | ---- | ---- | ---- | ---- |
| 489  | 556  | 587  | 862  | 968  | 1014 | 1261 |